# Universität Innsbruck
Leopold-Franzens-Universität Innsbruck er det største universitet i den østrigske delstat Tyrol.
Det er beliggende i Innsbruck og blev grundlagt som jesuitgymnasium i 1562, og blev grundlagt som universitet med fire fakulteter i 1669 af den tysk-romerske kejser Leopold I. Det blev senere reduceret til en højskole, men blev gen-grundlagt som universitet i 1826 af kejser Frans II. Universitetet bærer de to grundlæggeres navn.
Universitetet har omkring 21.000 studerende.